# 西郷延員
西郷 延員（さいごう のぶかず）は、江戸時代前期の大名。安房国東条藩2代藩主。

## 略歴
慶長19年（1614年）、初代藩主・西郷正員の長男として下総国生実にて誕生。
寛永15年（1638年）11月14日、父の死去により家督を相続する。大坂加番を務めた。
長男・重員は延宝6年（1678年）7月24日に、次男・行員は寛文9年（1669年）6月20日に、三男・氏員は天和元年（1681年）4月2日にそれぞれ死去したため、同母弟の西郷用員の三男万吉（西郷茂員）を養嗣子とするが、元禄元年（1688年）2月11日には茂員を廃嫡とし、代わって大村純長の五男万之丞（西郷寿員）を養嗣子とした。
延員は元禄3年（1690年）に隠居。元禄10年（1697年）、死去。享年84。

## 系譜
- 父：西郷正員
- 母：不詳
- 正室：松平重則の娘
  - 長男：西郷重員（?-1678）
- 継室：神尾元勝の娘（相馬義胤の娘との説もある）
- 生母不明の子女
  - 次男：西郷行員（?-1669）
  - 三男：西郷氏員（?-1681）
  - 女子：北条氏平正室 - のち井上某室
  - 女子：高力通長正室
  - 女子：西郷寿員正室
  - 女子：土岐頼殷正室
- 養子
  - 男子：西郷茂員 - 西郷用員の三男、万吉
  - 男子：西郷寿員（1673-1741） - 大村純長の五男、万之丞